# 洪金生
洪金生（1918年5月26日—2006年1月16日），純德女子籃球隊與國泰人壽女子籃球隊教練，被譽為「臺灣女籃之父」，2022年選入台灣籃球名人堂。

## 生平

### 純德時期
洪金生生於1918年5月26日，淡水人，從臺北師範學校畢業後到台中執教作農校教師。1947年，二十一歲，應聘為純德女中體育教員。
隨著中央政府退守臺灣，因國軍盛行籃球，使得臺灣籃球風氣大盛。洪金生決定從純德排球隊中選出六名來作籃球校隊，分別是許輝珠、陳雀、陳修、賴淑敏、洪昭貴，和較早離隊的陳芳淑。組成籃球校隊時，洪金生常到北投七虎籃球場旁觀七虎籃球隊練球，之後漸漸熟識後，便帶這些女生到該球場練習。1950年底，臺灣省籃球聯賽，純德擊敗北二女中獲得冠軍。之後，純德隊球賽場場爆滿，便利用表演賽結束後的禮金，在學校內建立自己的露天籃球場。
洪金生執掌純德期間，十七年得過一百廿七次重大比賽的冠軍，直到1968年第十八屆聯賽以四分之差敗於亞東工專女籃隊。

### 國泰時期
為找到企業贊助，洪金生於1969年1月在學生蔡辰洲牽線下，純德女籃改名為國泰人壽女子籃球隊。國泰人壽除繼續聘請洪金生作教練，並斥鉅資於該公司的淡水教育中心興建籃球場，於1970年2月20日落成。
畢業於臺北第二師範學校的洪金生常告誡球員「打球不能打一輩子」，所以當初國泰人壽接手純德女籃時，要照顧好球員的學業是洪金生要求的條件之一。1977年1月31日記者孫鍵政採訪時，洪金生收藏的冠軍獎盃有四百多座、錦旗一千多面，其中以1955年三國四強賽良友隊與純德隊打敗韓國等最讓洪金生高興。1981年，女兒洪玲瑤接替父親擔任國泰教練。

### 退休生活
1982年1月13日，喪偶五年、六十三歲的洪金生在眾人撮合下，與已四十八歲的學生許輝珠訂婚，20日結婚。
1995年5月26日，洪金生八十大壽，從純德到國泰上百名女籃球員為他包下淡水海中天宴會廳。1997年6月1日，第三屆總統盃全國籃球錦標賽閉幕典禮，洪金生獲頒「功在籃壇」紀念獎。退休後，他對於國泰女籃依然關心，會拄著枴杖去淡水國泰女籃球場。
洪金生受阿茲海默症之苦，2006年1月16日清晨因肺病復發造成腎功能衰竭，在兒子們與女兒隨侍下，於榮民總醫院去世。

## 身後
因洪金生為臺灣女籃奠定基礎，擔任過第一屆、第二屆亞洲女籃錦標賽中華女籃教練及第五屆、第六屆威廉瓊斯盃國際籃球邀請賽顧問等，因此有「女籃教父」的稱謂。2022年10月22日，體育署三樓大禮堂舉行首屆台灣籃球名人堂入堂慶典，由洪玲瑤代表入堂的洪金生領取證書。